# Distritos de Alemania

División administrativa de Alemania.

Los distritos (en alemán: Kreise) son unidades administrativas de Alemania que tienen un nivel intermedio entre los estados federados (Länder) y los niveles locales o municipios (Gemeinden). Alemania está dividida en 439 distritos. No se ha de confundir con la Regierungsbezirk (región administrativa), que es otro tipo de distrito.

## Tipos de distritos
La mayoría de distritos (295) son rurales, Landkreise. Las ciudades con más de 100.000 habitantes (menos, en algunos estados) no pertenecen a ningún distrito, sino que asumen ellas mismas tales responsabilidades formando un distrito por ellas mismas. Estos son los distritos urbanos (Kreisfreie Städte / Stadtkreise). En 2011 existían 107 distritos urbanos, formando junto con los rurales un total de 402 distritos. En Renania del Norte-Westfalia hay algunas ciudades con más de 100.000 habitantes que no forman distritos urbanos, como Iserlohn, Recklinghausen, Siegen, Paderborn, Bergisch Gladbach, Witten o Neuss.

## Responsabilidades
Los distritos son responsables de:
- Según las leyes federales y regionales:
  - construcción y mantenimiento de carreteras de tipo B
  - otros planes de construcción que comprenden más de una autoridad local
  - mantenimiento de los parques naturales
  - bienestar social
  - bienestar de la juventud
  - construcción y mantenimiento de hospitales
  - construcción y mantenimiento de institutos de educación secundaria
  - recogida de basuras
  - matriculación de coches
  - elección del Landrat o Landrätin, el dirigente del distrito.

- Según las leyes regionales: (difieren en cada región)

- - apoyo financiero para la cultura
  - construcción de zonas peatonales y carriles bici
  - apoyo económico para intercambios académicos
  - construcción y mantenimiento de bibliotecas públicas
  - revitalización de la economía
  - fomento del turismo
  - gestión de las Volkshochschulen (escuelas estatales de educación para adultos)

Todas estas tareas son realizadas por las autoridades locales (municipales) en acción conjunta. Los distritos urbanos tienen todas estas responsabilidades, así como los municipios.

## Parlamento del distrito
El parlamento del distrito, el Kreistag, es el órgano legislativo del distrito y es el responsable de la administración propia local. El parlamento es elegido directamente cada cinco años, salvo en Baviera, donde se elige cada seis años, y en Schleswig-Holstein, donde se hace cada cuatro.